# Дріттенпрейс Християн Іванович
Дріттенпрейс Християн Іванович (1802 — ?) — фармацевт, фундатор аптечної справи у Луганську. 

## Життєпис
Християн Дріттенпрейс був прусським підданим лютеранського віросповідання і німцем за етнічним походженням. У 1826 році закінчив Імператорську медико-хірургічну академію. Наступного року приїхав до Луганського заводу, де став керівником заводської аптеки. У 1852 році отримав класний чин титулярного радника, а у 1857 — колезького асесора. У 1864 році заводська аптека була передана в оренду Християну Дріттенпрейсу. Згідно з договором оренди, аптекар повинен був продавати ліки робітникам та службовцям заводу і членам їх сімей зі знижкою 15%, а працівникам рудників та новоствореного Петровського заводу зі знижкою 30%.

## Родина
Був одружений з Оленою Доримедонтівною, подружжя мало шість дітей:
- Єлизавета 1839 (арештована в 1869 році по справі Сергія Нечаєва; чоловік – Томілов Констянтин Миколайович)
- Олександра 1840 (чоловік – Коврайський Микола Степанович)
- Іван 1842
- Павло 1849
- Володимир 1851
- Валеріан 1853